# 教興寺之戰
教興寺之戰，別名教興寺合戰，發生於永禄5年（1562年）5月19日至20日，三好長慶與畠山高政在河内國高安郡教興寺村（今大阪府八尾市教興寺）附近爆發的戰爭。是戰國時代中畿內發生規模最大的合戰。

## 概要
自細川管領體制下剋上而新興的三好政權，與細川氏的同族、室町幕府三管領之一的畠山氏為了爭奪畿內霸權而爆發的最終戰爭。最終由三好氏獲得勝利，不僅平定了畿內舊勢力的抵抗，消弱河內、和泉兩地的勢力，並將勢力滲透進大和、紀伊二國，使三好長慶一躍成為天下人。但在此戰中失去了有力臂膀三好政成、三好義賢等人，也使得三好政權的前途蒙上了一層陰影。

## 戰前情勢
領有阿波、淡路、讚岐等國的三好長慶崛起，逐漸威脅到河內國守護畠山氏。同時，受到戰國風氣的影響，畠山家當主畠山高政對家臣的統治逐漸弱化，長慶趁機對其內政進行干涉，並介入畠山家臣之首守護代的人選決定。
天文20年（1551年）5月5日，河內實質上的國主、守護代遊佐長教遭到暗殺，使河內國陷入了混亂，翌年，長教的族人安見宗房（直政）討伐了暗殺長教的萱振賢繼等人，繼承了守護代一職，並與守護畠山高政對立。為了對抗安見宗房，高政於永祿2年（1559年）接受了三好長慶的援助。
安見宗房的居城飯盛城立即遭到三好長慶攻陷，並成了長慶的居城。但畠山高政與宗房很快的在隔年達成和睦，畠山氏更因此有了攻擊三好長慶的口實。接著高政聯合了宗房、湯川直光等有力部將，開始了與三好長慶的對抗。永祿5年（1562年），近江的六角義賢（承禎）送來了包圍三好的軍事同盟提案。（一說此事其實是由謀求復興幕府權威的足利義輝所策劃。）於是，六角氏與畠山氏組成聯盟，開始討伐三好氏。

## 戰前
初期，由畠山聯軍取得優勢，大和國隨後發生反三好氏的一揆暴動。永祿5年（1562年）3月5日，畠山軍在久米田之戰中討死三好義賢，聲勢大振，三好軍開始撤退，並緊急召集丹波、攝津等地的勢力參戰。畠山軍趁勢掃蕩了南河內的三好勢力，並向北推進，在4月5日對三好長慶所在的飯盛城展開了包圍。4月中，來自丹波、攝津等地的軍勢加入三好方。5月中三好一門眾號稱5萬的大軍亦趕到，使畠山高政不得不解除包圍，5月17日兩軍在教興寺週邊展開對峙。

## 兵力
三好方在久米田之戰後重整態勢，重新佔得優勢。起初畠山方雖能以壓倒性兵力包圍飯盛城，但在三好義興等人緊急徵召攝津及丹波國勢力參戰下，到了在教興寺對陣時，三好已達到六萬的軍力，相對於畠山的四萬，重新取得絕對的兵力優勢，然而擁有4000柄火繩槍的雜賀眾、根來眾仍是三好軍最大的威脅。
三好方將一門族人指派為各部隊的指揮官，以便傳達總大將三好長慶的命令；反觀畠山方放任參戰的各勢力獨立編成，分散了指揮系統。因此戰鬥一開始便由指揮一體化的三好方取得了先機、指揮系統分散的畠山方則陷入被動。

## 戰爭經過
5月19日，戰鬥接續前一日的驟雨，由於懼怕曾在久米田之戰討取三好義賢的雜賀、根來鐵砲隊，三好方刻意選擇鐵砲無法使用的雨天出擊。
破曉時分，三好政康率領的先鋒部隊與畠山軍的先鋒紀州軍展開激烈衝突，但之後兩軍暫時後退；接著三好長逸的攝津眾與湯川直光的湯川眾、土橋氏的雜賀眾在山側發生戰鬥；安宅冬康的三好一門眾與大和眾、筒井軍對戰；十河存保的讚岐眾與安見宗房的河內眾對戰；篠原長房的阿波眾與堀內氏的紀伊眾對戰……戰爭逐漸演變成總力戰，三好義興、松永久秀及丹波軍亦投入戰局。最後，湯川直光戰死，湯川眾壞滅，雜賀、大和眾相繼敗走，三好軍隨後發動總攻擊，河內眾、畠山譜代眾跟著崩潰，戰鬥在入夜後終於告一段落。

## 戰後
三好方趁勢入侵大和國、追擊畠山氏的黨羽。而六角氏在得知畠山氏戰敗消息後迅速退回近江國並謀求談和。包括畠山氏的畿內舊勢力瓦解、六角氏投降，使三好勢力迅速擴大，在畿内已無可與之為敵的勢力，在這之後，大和與河內兩國納入三好支配之下，勢力並延伸到北紀伊。